# 芜湖市第十二中学
芜湖市第十二中学，简称芜湖十二中，芜湖地区亦简称为“十二中”，位于安徽省芜湖市，是一所寄宿制省示范高中。学校现使用的校区占地面积16.2公顷，建筑面积6.3万多平方米。原校址位于芜湖老城区儒林街，现已全部搬迁至新校区。

## 历史
早在北宋祥符三年（1100年）芜湖历史上第一所官办最高学府——芜湖县儒学创立于儒林街。“芜湖县学”先后改办、易名为襄垣学堂（1905年），襄垣高等小学校，私立襄垣中学（1919年），芜湖县立初级中学（1946年），芜湖师范学校，1969年文化大革命中，师范停办，改设普通中学——芜钢“五七”中学，直至1972年学校正式定名为芜湖市第十二中学，1978年经市政府批准，定为市重点中学。2001年4月成为安徽省示范高中。
芜湖文庙大成殿位于儒林街老校区内，为芜湖学宫最古老的主体建筑，现存建筑于1871年建造，被列为市级重点保护文物。“大成殿”两侧立有数块名碑，其中有北宋大书法家米芾的“芜湖县学记碑”、唐代大书法家李阳冰的“谦卦碑”，在中国书法史上都是重要的名碑，均被列为省级重点保护文物。校园内原来亦有众多石刻碑林，文化大革命期间遭到严重破坏，现存北宋米芾“芜湖县学记碑”、唐代李阳冰“谦卦碑”等。

## 现状
由于原校区位于芜湖老城区，道路交通不便，校舍过于陈旧，同时为了配合大规模的旧城改造，学校在芜湖市城南新城规划建设了新校区，并于2007年12月起逐步搬入，现老校区已经废弃不用。于新校区新建有学生宿舍，学校亦成为寄宿制高中。由于老校区拥有文物古迹，现规划将老校区改建成为古城公园的一部分。
2009年5月26日，芜湖十二中校园电视台正式启动。这也是芜湖市第一个开办校园电视台的学校，完全由学生自主实践。

## 历史人物
- 张孝祥，南宋词人
- 萧尺木，明代画家
- 黄钺，清代画家